# C.E.D'oh
C.E. D'oh, llamado Presidente ejecutivo...¡Jo! en España y El presidente en Hispanoamérica, es un episodio perteneciente a la decimocuarta temporada de la serie animada Los Simpson, emitido originalmente el 16 de marzo de 2003. El episodio fue escrito por Dana Gould y dirigido por Mike B. Anderson. 

## Sinopsis
Todo comienza cuando Homer, después de tener problemas con Marge, abandona su casa. Cuando ve una escuela que da cursos nocturnos, entra en ella, y se inscribe en un curso dictado por el Dr. Hibbert, que servía para verse más atractivo para su esposa. Sin embargo, termina ingresando a un aula en donde se explicaba cómo triunfar en el trabajo. Esto inspira a Homer a ponerse a investigar los problemas de la Planta Nuclear, y descubre que el Sr. Burns negaba todos sus problemas, relegándolos a otra gente. 
Un día, Homer va a la oficina de Burns y descubre que la Planta, para evitar problemas legales de cualquier tipo, no estaba a nombre del Sr. Burns, sino de un canario. Homer, con la ayuda de Bart, diseña un plan para deshacerse del canario, enviándolo a las Islas Canarias. Una vez que el pájaro se hubiese ido, Homer le dice a Burns que habían llegado unos inspectores para chequear el estado de la Planta. Para quedar libre de complicaciones, Burns nombra a Homer como el nuevo dueño de la Planta. Paso seguido, Homer le revela que lo de la inspección era una mentira, y que ahora él era el dueño de todo. Su primera acción como propietario es despedir al Sr. Burns. 
Sin embargo, al estar a cargo de la Planta, Homer comienza a tener otro tipo de problemas: pasa menos tiempo con su familia, es obligado a despedir a algunos obreros y en sus vacaciones debe seguir trabajando. Una noche, el Sr. Burns visita a Homer y le explica que cuando él dirigía la Planta, había dejado de lado a todos sus afectos. La revelación de Burns le hace pensar a Homer cuánto extrañaba a su familia, por lo que decide renunciar y devolverle su antiguo puesto a Burns. Sin embargo, el anciano ya tenía planeado quitarle su puesto a Homer, drogándolo y metiéndolo en una tumba, aunque Homer logra escapar muy fácilmente.
Finalmente, Homer disfruta de un juego de béisbol con su familia, descubriendo que hay cosas que valen más que el dinero.